# Paradiddles
Paradiddles (/ˈpæɹəˌdɪdəl/, "papa-mama", "toque duplo D-D-E-E") são um dos princípios básicos (ou rudimentos) mais importantes da bateria para se praticar. Ao aprender, terá controle sobre três dos cinco movimentos básicos requeridos na prática da bateria: Upstroke, Downstroke e TAP. O termo remete ao som da sequência DEDD-EDEE.
Os paradiddles normalmente são escritos em uma linguagem simples, onde as letras D e E reapresentam respectivamente a mão direita e, a mão esquerda.

## Tipos
Existem 4 tipos básicos de paradiddle, com acento na primeira nota de cada grupo, são eles:
- Simples: DEDD EDEE;
- Duplo: em compasso de 6/8 ou sextinas em 2/4, DEDEDD

EDEDEE;
- Triplo: DEDE DEDD EDED EDE;
- PARADIDDLEDIDDLE: em compasso de 6/8 ou sextinas em 2/4, DEDDEE EDEEDD DEDDEE EDEEDD.

## Variações

### De acordo com acento
Os acentos podem variar conforme seus estudos. As variações são:
- invertido: DDED EEDE;
- Inward: DEED EDDE;
- Outward: DEDE EDED.

### De acordo com outros rudimentos
As variações com outros rudimentos são:
- DRAG PARADIDDLE
- FLAM PARADIDDLE
- FLAM PARADIDDLEDIDDLE